# Dig It
«Dig It»  es una canción de The Beatles, publicada en 1970 en su álbum Let It Be. La canción es una de las pocas acreditada a los cuatro miembros de The Beatles siendo las otras  "Flying" del Magical Mystery Tour, "Suzy Parker " del film Let It Be, "12-Bar Original" del Anthology 2, y la versión de "Free as a Bird".
Esta canción, junto con "Maggie Mae", son las únicas canciones del álbum que no fueron incluidas en el Let It Be... Naked, siendo reemplazadas por "Don't Let Me Down".
El ingeniero y productor Glyn Johns, contratado para las sesiones del álbum (conocido como Get Back), realizó varias versiones y mezclas del álbum, todas rechazadas por la banda. La mezcla de mayo de 1969 incluía una versión de "Dig It" de 4:09, que fue reducida drásticamente por Phil Spector para la versión final del álbum.
Con tan solo 49 segundos, es la tercera canción más corta de The Beatles, solo superada por "Maggie Mae" con 40 segundos, también incluida en el álbum Let It Be, y "Her Majesty" con 23 segundos, del álbum Abbey Road.

## Grabación
Se grabaron varias versiones durante las sesiones Get Back/Let It Be, los días 24, 26, 27, 28, y 29 de enero de 1969, en los Estudios Apple en 3 Saville Row, Londres.
La versión de 49 segundos del álbum es un extracto de la versión del 26 de enero, que fue una Jam session de 12 minutos que siguió a otra jam de "Twist and Shout". Una parte de esta jam puede verse en el film Let It Be, con John Lennon a la guitarra bajo y la voz, George Harrison a la guitarra, Paul McCartney al piano, Billy Preston al órgano y la pequeña de 6 años Heather, hija de Linda Eastman con su anterior marido, que no sale en la versión final.
Al principio de la jam session, Lennon canta la letra con pequeñas aportaciones de Harrison, mientras que Heather canta la melodía. Cuando la sesión empieza a decaer, Lennon anima a los otros a seguir. Paul añade un coro con voz de barítono, cantando "dig it up", y algunas variaciones, y Lennon comienza a repetir "Like a rolling stone", que continúa hasta la parte de los personajes famosos, mencionando al FBI, la CIA, la BBC, B.B. King, Doris Day y Matt Busby, repitiendo "dig it" al final.
La versión del álbum comienza con el segundo "like a rolling stone" de Lennon, y termina con él mismo diciendo en falsete: «That was 'Can You Dig It?' by Georgie Wood, and now we'd like to do 'Hark, The Angels Come'» (eso era 'Can You Dig It?', por Georgie Wood, y ahora nos gustaría hacer 'Hark, The Angels Come' -villancico popular en inglés-). Esta última frase es de la versión grabada el 24 de enero. Esta versión era muy diferente, descrita por Doug Suply y Ray Schweighardt como "una mezcla entre la tradicional 'The Sailor's Hornpipe' -la canción de Popeye, entre otras versiones- y una interpretación lenta del 'Batman' de Neal Hefti". Una parte de esta versión del 24 de enero puede encontrarse en el disco bonus "Fly on the Wall" del Let It Be... Naked.
Una versión en acústico aparece en el bootleg John Lennon's 31st Birthday Party, incluido en "The Complete Lennon Tapes", que incluye a Phil Spector y a Ringo Starr, y es un popurrí entre "Twist and Shout", "Louie Louie", y una fuerte influencia de "Like a Rolling Stone" de Bob Dylan.
La canción es una sátira de los Rolling Stones[cita requerida]. El estilo del canto, es una imitación de la voz de Mick Jagger[cita requerida].

## Personal[10]
- John Lennon — voz, guitarra barítono (Fender Bass VI).
- Paul McCartney — piano (Blüthner Concert Grand), coros.
- George Harrison — guitarra eléctrica (Fender Rosewood Telecaster), coros.
- Ringo Starr — batería (Ludwig Hollywood Maple).
- Billy Preston — órgano (Hammond RT-3).
- George Martin — shaker